# Kerimäki
Kerimäki is een plaats en voormalige gemeente in het Finse landschap Etelä-Savo. De gemeente had een oppervlakte van 594 km2 en telde 6005 inwoners in 2003. In 2013 ging ze op in Savonlinna.

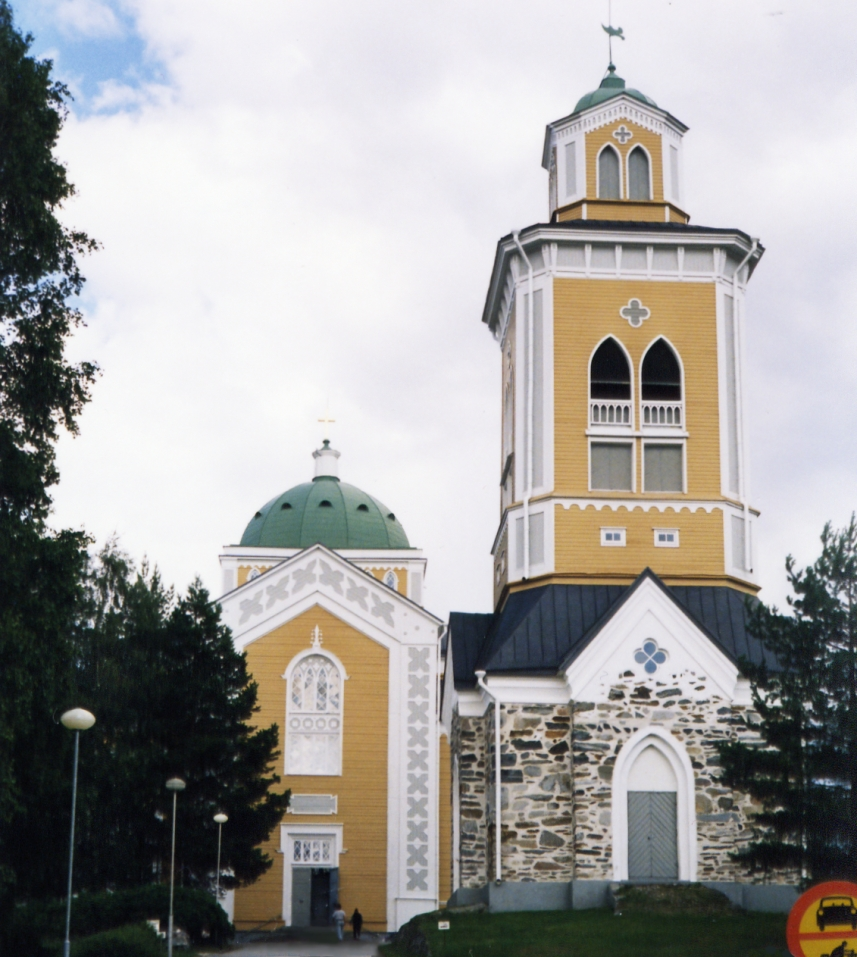
Kerk van Kerimäki

De kerk van Kerimäki, gebouwd tussen 1844 en 1847 is de grootste houten kerk ter wereld. Ze is 45 m. lang, 42 m. breed en 37 m. hoog en heeft 3.400 zitplaatsen en kan in totaal 5.000 bezoekers ontvangen. Omdat de kerk in de strenge Finse winters niet warm te krijgen is vinden er enkel in de zomer diensten plaats, in de winter wordt er uitgeweken naar een andere locatie.
Er wordt vaak verteld dat de architect op de plannen de maten aangegeven in voet en hebben de bouwers er meter van gemaakt, maar dit is incorrect. De kerk was wel degelijk zo groot bedoeld, de toenmalige pastoor was van oordeel dat alle mensen uit de wijde omgeving tegelijkertijd in de kerk konden.
32% van de oppervlakte van Kerimäki wordt ingenomen door water. Het grootste meer Puruvesi, dat op een kilometer van het centrum ligt, is een van de zuiverste meren op aarde en het water kan rechtstreeks zonder filteren gedronken worden.